# Carl August von Schönberg
Carl August von Schönberg, modernisiert Karl August von Schönberg, (* 11. März 1725; † 7. Juni 1806 in Dresden) war ein kurfürstlich-sächsischer Kammerherr, Obersteuereinnehmer und zuletzt Obersteuerdirektor und Kommissar der Cassen-Billets-Commission sowie Rittergutsbesitzer.

## Leben
Er stammte aus der sächsischen Adelsfamilie von Schönberg und war der Sohn von Adam Friedrich von Schönberg und dessen Ehefrau Wilhelmina Ernestina geborene von Einsiedel. Heinrich Wilhelm von Schönberg war sein Bruder. 1742 wurde er an der Universität Leipzig promoviert, wo er vermutlich Christian Fürchtegott Gellert kennenlernte, mit dem bereits sein Vater in Kontakt stand. Gellert besuchte später Schönberg auf dessen Gut Meineweh.
Nach dem Tod der Eltern fiel das Rittergut Meineweh an Carl August von Schönberg, der damals als Obersteuersekretär im Dienst des sächsischen Kurfürsten und polnischen Königs stand. Er interessierte sich stark für Landwirtschaft, Garten- und Obstbau.
Am 4. November 1766 kaufte er vom Amtshauptmann Wolf Heinrich Ernst von Natzmer dessen unweit von Meineweh gelegene Mannlehnrittergut Gut Pretzsch, nachdem er zuvor bereits das Rittergut Meineweh erworben hatte. Des Weiteren war er damals auch Besitzer des Gutes Schleinitz und der Obergerichte in Hollsteitz.
Am 13. September 1788 verkaufte Carl August von Schönberg sein Rittergut Pretzsch an den preußischen Major Ernst August Friedrich von Marschall (Marschall von Herrengosserstedt). Dieser starb am 14. Februar 1805 in Crossen im Stift Zeitz und hinterließ keine männlichen Leibeserben.